# Eupithecia sebdovensis
Eupithecia sebdovensis är en fjärilsart som beskrevs av Karl Dietze 1906. Eupithecia sebdovensis ingår i släktet Eupithecia och familjen mätare. Inga underarter finns listade i Catalogue of Life.